# St.-Johann-Baptist-Kirche (Brechten)

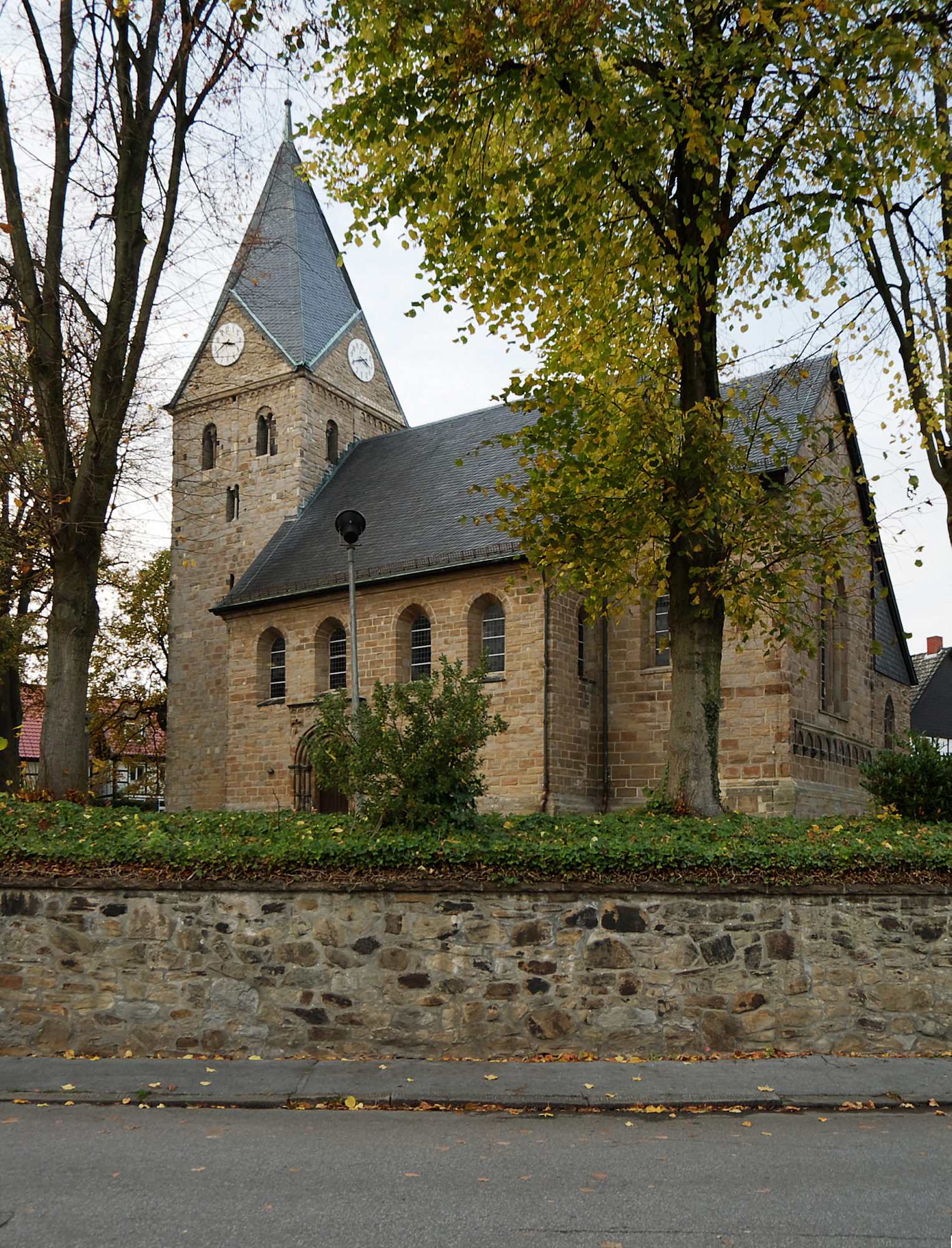
St.-Johann-Baptist-Kirche Brechten

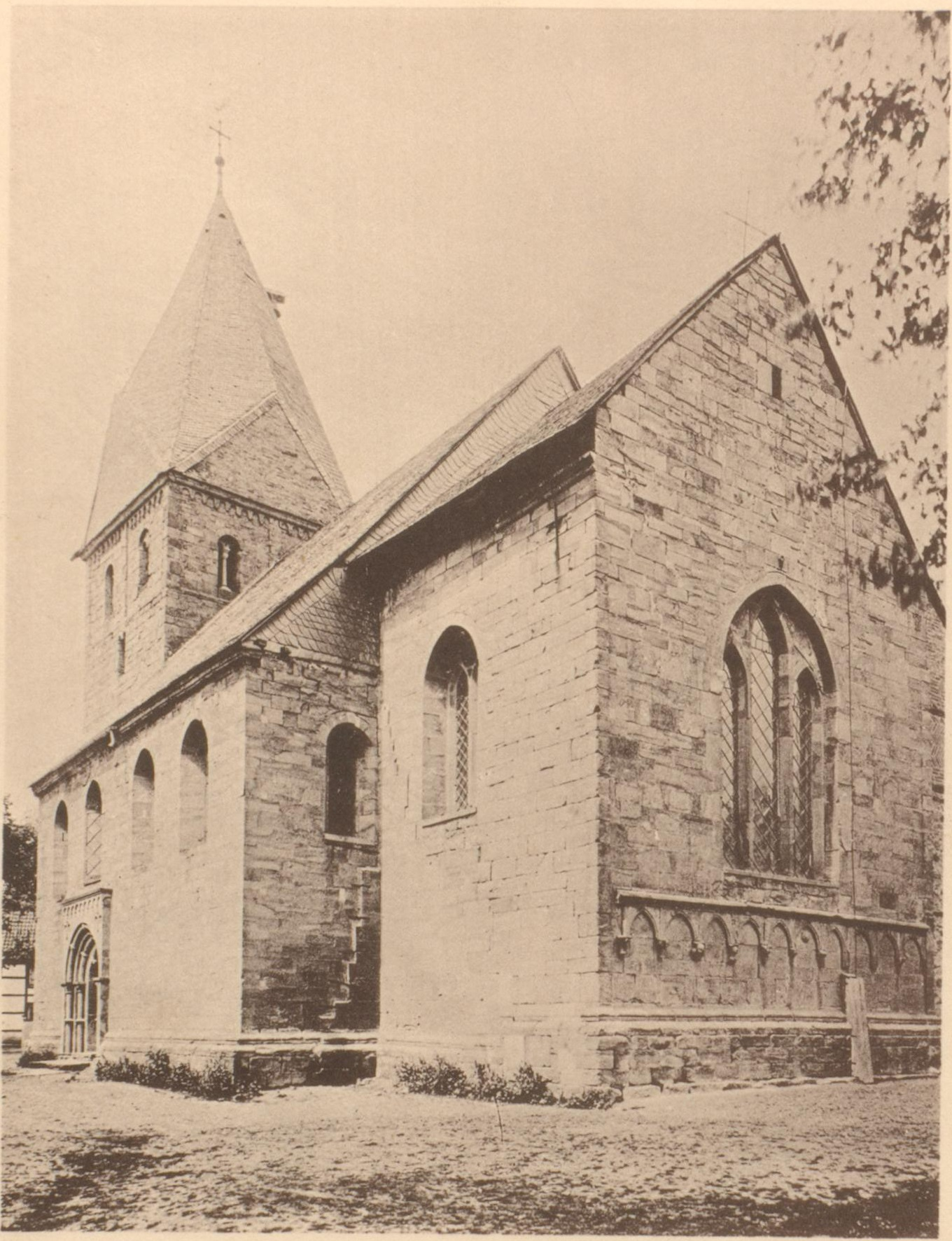
Die Johann Baptist-Kirche in Dortmund-Brechten von der Süd-Ostseite um 1890

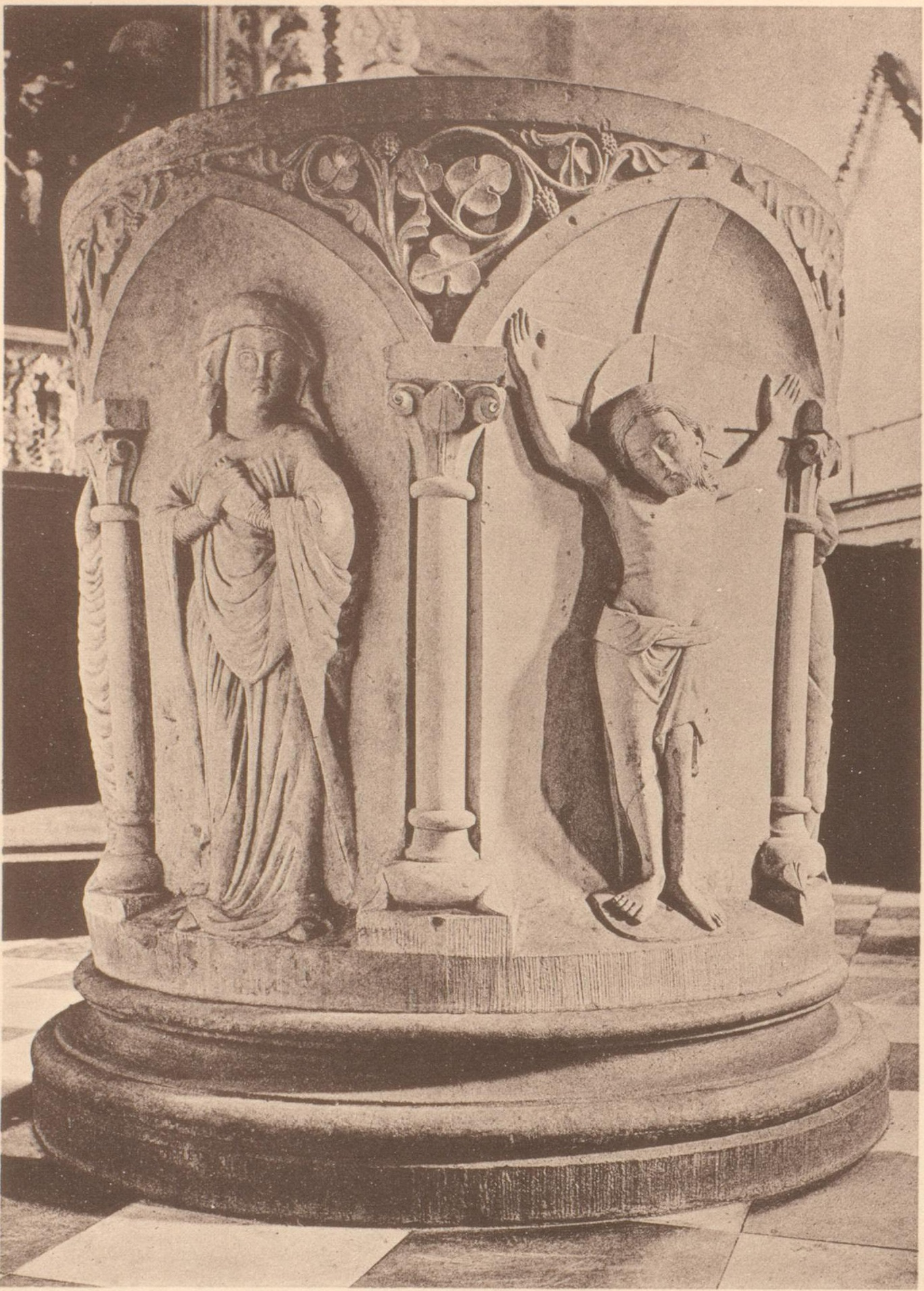
Rückseite des romanischen Taufsteins der Johann Baptist-Kirche in Brechten um 1890

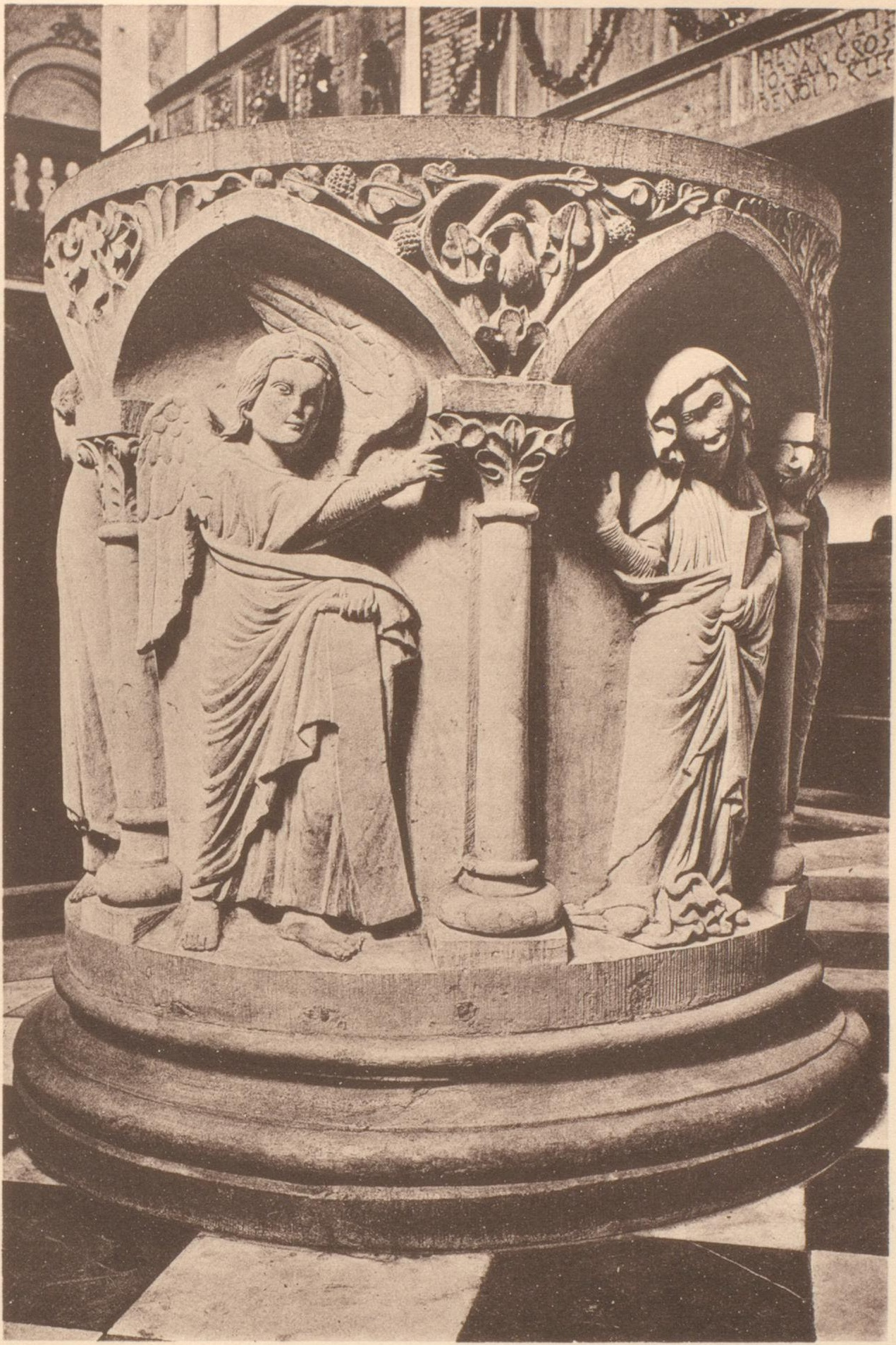
Vorderseite des romanischen Taufsteins der Johann Baptist-Kirche in Brechten um 1890

Die evangelische St.-Johann-Baptist-Kirche bildet den Mittelpunkt des Brechtener Dorfes im Dortmunder Stadtbezirk Eving. Um 1250 wurde die Kirche als dreischiffige, zweijochige Halle auf fast quadratischem Grundriss mit rechteckigem Chor errichtet. Der Westturm ist wahrscheinlich älteren Datums. Um das Jahr 1500 wurde die Sakristei erbaut. Bei der Restaurierung des Innenraums 1960/1962 wurden umfangreiche Malereien aus der Entstehungszeit der Kirche freigelegt und restauriert. Der Taufstein stammt aus dem 13. Jahrhundert, Kanzel und Altar sind aus dem 17. Jahrhundert.
Die Kirche ist als Baudenkmal in die Denkmalliste der Stadt Dortmund eingetragen.

## Orgel
Hinter einem sehr interessanten Prospekt besitzt die kleine Klais-Orgel, die erst seit 2011 in der Kirche steht, 10 Register, verteilt auf einer Wechselschleife für die beiden Manuale und auf das Pedal.
| I/II Manualwechselschleife C–g3 |             |       |
| 1.                              | Principal   | 08′   |
| 2.                              | Salicional  | 08′   |
| 3.                              | Bordun      | 08′   |
| 4.                              | Octave      | 04′   |
| 5.                              | Flöte       | 04′   |
| 6.                              | Octave      | 02′   |
| 7.                              | Cornettino  | 2 ⁄3′ |
| 8.                              | Mixtur III  | 1 ⁄3′ |
| 9.                              | Fagott-Oboe | 08′   |
|                                 | Tremulant   |       |

| Pedal C–f1 |         |     |
| 10.        | Subbass | 16′ |

- Koppeln: II/I, I/P, II/P

## Glocken
Im Kirchturm befindet sich ein historisches Geläut, bestehend aus zwei alten Bronzeglocken. Die kleinere Glocke von 1451 erklingt in ges′ und stammt von einem unbekannten Gießer. Die große Glocke erklingt in es′ und wurde 1652 von Antonius Paris gegossen.